# Foley (Minnesota)
Foley – miasto w Stanach Zjednoczonych, w stanie Minnesota, w hrabstwie Benton.